# 米子市立明道小学校

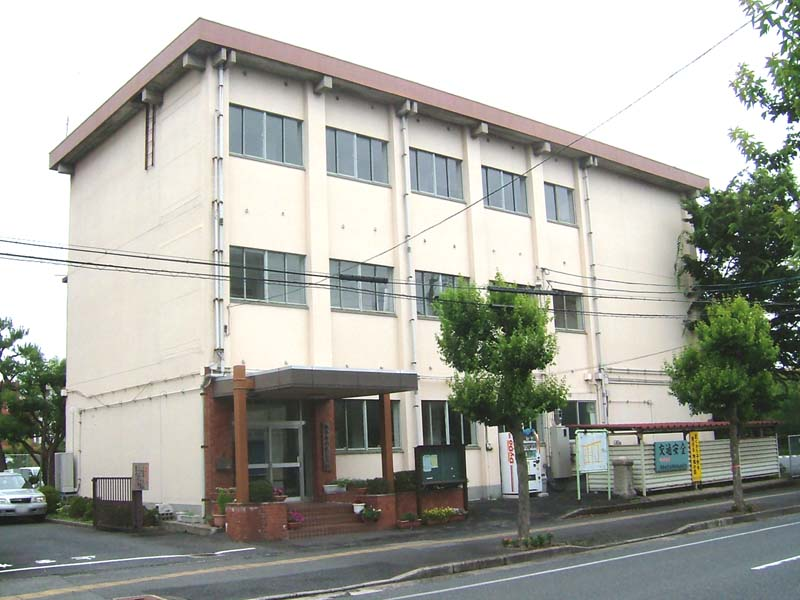
移転前の旧校舎、現：明道公民館

米子市立明道小学校（よなごしりつ めいどうしょうがっこう）は、鳥取県米子市陽田町にある市立小学校。

## 概要
1927年の市制を施行時（旧市内）に市役所を中心に有った小学校（明道、義方、啓成、就将）。
校名の由来は、老子の「道に明らかなるものは昧（くら）きがごとし」。
教育方針
学校教育目標は「豊かな心と学ぶ力をもち、たくましく生きる子どもの育成」である。

## 沿革
- 1873年（明治6年）4月1日 - 大工町総泉寺を借りて開校[2]。
- 1883年（明治16年）1月11日 - 東町に新築校舎落成[2]。
- 1887年（明治20年）3月28日 - 公立明道小学校を明道尋常小学校と改称[2]。
- 1941年（昭和16年）4月1日 - 国民学校令実施。明道国民学校と改称[2]。
- 1947年（昭和22年）
  - 4月1日 - 新学制実施。明道小学校と改称[2]。
  - 11月29日 - 天皇行幸（昭和天皇の戦後巡幸）。授業模様をご巡視[2][3]。
- 1984年（昭和59年）3月25日 - 新校舎（陽田町）への移転完了[2]。

## 学校行事
| - 4月 - 入学式 - 5月 - 修学旅行（6年） - 6月 - 米子市連合体育大会・宿泊学習（4年） | - 7月 - 期末懇談・米子市水泳大会 - 8月 - 湊山中校区親善水泳大会 - 9月 - 運動会・大山登山（5年） | - 10月 - 11月 - 学習発表会・米子市合同音楽会 - 12月 - 期末懇談 | - 1月 - スキー教室 - 2月 - 新入生一日体験入学 - 3月 - 明童賞授与式・卒業式 |

## 通学区域
平成17年4月1日現在の校区の町名。
- 糀町1丁目、紺屋町、昭和町、道笑町1～4丁目、長砂町、日野町、法勝寺町、万能町、弥生町、陽田町、四日市町

## 進学先中学校
- 米子市立湊山中学校

## 学区内の主な施設
- 米子駅
- 米子郵便局
- 鳥取県西部総合事務所
- ほんどおり商店街
- 元町サンロード
- 鳥取県立米子南高等学校
- 米子南インターチェンジ

## 著名な関係者
出身者
- 赤沢正道（実業家・政治家）
- 加藤章（実業家・加藤商事社長）
- 河合弘道（政治家・元米子市長）

教職員
- 前田重次郎（教育者・第4代校長）
- 生住正信（教育者・元教諭）